# 272 pr. n. št.
Stoletja: 4. stoletje pr. n. št. - 3. stoletje pr. n. št. - 2. stoletje pr. n. št.
Desetletja: 320. pr. n. št. 310. pr. n. št. 300. pr. n. št. 290. pr. n. št. 280. pr. n. št. - 270. pr. n. št. - 260. pr. n. št. 250. pr. n. št. 240. pr. n. št. 230. pr. n. št. 220. pr. n. št.
Leta: 277 pr. n. št. 276 pr. n. št. 275 pr. n. št. 274 pr. n. št. 273 pr. n. št. - 272 pr. n. št. - 271 pr. n. št. 270 pr. n. št. 269 pr. n. št. 268 pr. n. št. 267 pr. n. št.

## Dogodki
- Rimljani zavzamejo Tarent.

## Smrti
- Pir Epirski, starogrški kralj in državnik (* okoli 319 pr. n. št.)